# Konstantinos Adosidis
Konstantinos Adosidis, principe di Samo (Istanbul, 1818 – Büyükada, 1895), di origini greche fanariote.

## Biografia
Nato a Istanbul da una famiglia fanariota, Konstantinos Adosidis venne nominato principe del principato autonomo greco di Samo nel 1873 ma venne costretto nel giro di un anno a lasciare a causa di una rivolta popolare.
Dal 1877 sino al 1878 subentrò nella carica di Governatore di Creta, dopo lo scoppio di un'altra rivolta sull'isola cretese, sintomo dell'ormai inarrestabile decadimento del dominio ottomano. Dopo la sua dipartita venne nominato al suo posto Konstantinos Photiadis.
Dopo le dimissioni di Photiadis, Adosidis venne reinsediato come principe di Samo il 4 marzo 1879, governando pacificamente sino al 1885.
Morì sull'isola turca di Büyükada nel 1895.